# 東京ザヴィヌルバッハ
東京ザヴィヌルバッハ（とうきょうザヴィヌルバッハ）は、日本のエレクトロ・ジャズユニット。1999年1月結成。ユニット名のうち“ザヴィヌル”はジョー・ザヴィヌルに、“バッハ”はウェンディ・カルロスのアルバム『スイッチト・オン・バッハ』に由来する。

## 音楽性
それまで現代音楽の分野で使われていた自動変奏シーケンスソフト“M”にリズム隊を担当させ、微妙なランダム性やサンプリング感のあるグルーヴを表現。リアルタイムにパートをON/OFFしたり曲の構成を作り出せるだけでなく、“M”による多重力とも言える不定形ビートにより、機械と人間ががっぷり四つに組んだイメージを浮き立たせ、ジャズの近未来のスタイルを志向している。
2014年にはコンセプトを一新し、完全な人力演奏によるライブ盤を「東京ザヴィヌルバッハ・スペシャル」の別名義から発表した。

## メンバー
- 坪口昌恭（つぼぐち まさやす） - キーボード・プログラミング・シンセサイザー（リーダー、コンポーザー）
- 菊地成孔（きくち なるよし） - アルト・テナーサックス、CDJ（アドバイザー、プロデューサー）

　※2012年作『AFRODITA』以降のアルバムに菊地成孔は参加していない。

### 東京ザヴィヌルバッハ・スペシャル
『AFRODITA』発売記念ライブでのサポートメンバーを基に編成された。
- 坪口昌恭
- 織原良次（おりはら りょうじ） - フレットレス・ベース
- 石若駿（いしわか しゅん） - ドラムス
- 類家心平（るいけ しんぺい） - トランペット
- 宮嶋洋輔（みやじま ようすけ） - エレクトリック・ギター

### 元メンバー
- 五十嵐一生（いがらし いっせい） - トランペット、2001年脱退。

## ディスコグラフィー

### アルバム
1. ライブ・イン・東京（自主制作盤、2001年2月）廃盤
  1. Half Moon
  2. Bitter Smiles
  3. Rocket X
  4. Neuron
  5. 12 Special Poison
  6. Circle in the Round
2. Hamlet on the Highway（自主制作盤、2001年6月）
  1. OVAture
  2. 12 Special Poison
  3. Craftlogy
  4. Hamlet on the Highway
  5. Bird Conduct
  6. New Neuron
3. Cool Cluster（ewe、2002年4月21日）
  1. Poly Gravity
  2. Jackson Pollock Program
  3. Rain of Zero Gravity
  4. Walking Smartman
  5. The Age of Cyber Funk
  6. Bird Conduct2
  7. Procession
4. Vogue Africa（ewe、2003年3月21日）※ドラマーのオラシオ・エルナンデスが参加
  1. RAKIKINDU
  2. MUDUNWALI
  3. ANGA
  4. WAGANGA DMB
  5. SONIC VOO-DOO UNION
  6. GONDWANA LINE
  7. JUKUN'S ROBOT-DISCO
5. a8v(on the Earth)（ewe、2004年8月10日）
  1. HORIZONING
  2. WATCH
  3. BirdConduct 4
  4. INDUSTRIAL
  5. RITUAL
  6. ALIENS 8 VIEWS
  7. BirdConduct 3
  8. HOUSE
6. Vogue Africa "Naked"（ewe、2006年1月20日）
  1. “Naked”session #1
  2. “Naked”session #2
7. SWEET METALLIC（ewe、2008年4月2日）
  1. Mint Palladium
  2. Peach Platinium
  3. Orange Iridium
  4. Lychee Osmium
  5. Grape Ruthenium
  6. Cacao Argentum
  7. Predator
  8. Ask Me Now (Bird Conduct 5)
  9. Shout
8. AFRODITA（2012年10月17日）
  1. Nostalgica
  2. Nomadic
  3. Sagittarius
  4. Conundrums
  5. Tribal Junction
  6. Missing-link
  7. Rain Of Zero Nuclear
  8. Pastel Yogrut
  9. 8:30
9. Change Gravity（2014年4月9日）※東京ザヴィヌルバッハ・スペシャル名義
  1. Tribal Junction
  2. Nostalgica
  3. Sagittarius
  4. Betty Go Round
  5. Shout
10. Switchover Gravity（2014年10月15日）※東京ザヴィヌルバッハ・スペシャル名義
  1. Pastel Yogurt
  2. The Age Of Cyber Funk
  3. Walking Smartman
  4. Cacao Argentum
  5. Gondowana Line
11. 20th ANNIVERSARY LIVE(2020年07月08日)※Tokyo Zawinul Bach・Reunion名義
  1. TZ-1 Choral
  2. 12 Special Poison
  3. Poly Gravity
  4. Bitter Smiles
  5. New Neuron
  6. Drive Inn High